# إتش. ووكر
إتش. ووكر (بالإنجليزية: H. M. Walker)‏ (و. 1885 – 1937 م) هو كاتب سيناريو أمريكي، ولد في مقاطعة لوغان، أوهايو، توفي في شيكاغو، عن عمر يناهز 52 عاماً، بسبب نوبة قلبية.

## وصلات خارجية
- إتش. ووكر على موقع IMDb (الإنجليزية)
- إتش. ووكر على موقع ألو سيني (الفرنسية)
- إتش. ووكر على موقع أول موفي (الإنجليزية)
- إتش. ووكر على موقع قاعدة بيانات الأفلام السويدية (السويدية)
- إتش. ووكر على موقع قاعدة بيانات الفيلم (الإنجليزية)
- إتش. ووكر على موقع كينوبويسك (الروسية)